# Ладеман, Макс
Макс Ладеман (нем. Max Lademann; 17 мая 1896, Дюссельдорф — 21 марта 1941, концлагерь Заксенхаузен) — немецкий политический, профсоюзный и общественный деятель, коммунист, антифашист, революционер, один из активных участников и организаторов революционных восстаний в Германии в 1920—1921 годах.

## Биография
Образование получил в Гамбургском техническом училище. В 1913 году вступил в ряды Социал-демократической партии Германии (СДПГ).
В составе драгунского полка участвовал в Первой мировой войне. Попал в русский плен. Поддержал идеи большевистской революции. Участник Гражданской войны в России, с 1918 года командовал кавалерийским отрядом в 1-й Конной Армии Будённого.
В 1919 году вернулся на родину и в марте 1920 года был в числе руководителей рабочих района Рослебен, восставших против Капповского путча.
В 1920 году вышел из левого крыла СДПГ и вступил в Коммунистическую партию Германии (КПГ), в которой стал одним из организаторов пролетарского молодёжного движения. В марте 1921 года активно участвовал в вооруженных выступлениях коммунистов в Средней Германии, создавал рабочие сотни.
В 1924 году был в числе организаторов Союза красных фронтовиков в Германии.
Возглавлял парторганизацию района Кверфурт-Зангерхаузена-Мансфельд, в которой преобладали радикально настроенные шахтеры.
В 1924 году был приговорен к году тюремного заключения за участие в подготовке коммунистического восстания, однако в связи с избранием его в рейхстаг — освобожден.
С 1924 до 1933 года — депутат прусского ландтага от КПГ.
В 1928 году поддержал промосковскую линию партийного руководства немецкой компартии во главе с Эрнстом Тельманом.
Принимал активное участие в профсоюзном движении. Был в числе руководителей Федерации немецких металлистов.
После установления в Германии диктатуры национал-социалистов в апреле 1933 года был арестован и в декабре 1934 приговорен к трем годам тюремного заключения. Содержался в разных тюрьмах.
Последнее место заключения — концлагерь Заксенхаузен. Здесь входил в подпольную коммунистическую организацию. Погиб в концлагере при выполнении работ по разборке неразорвавшихся бомб.